# 絕命律師 (第三季)
美國犯罪劇情電視劇《絕命律師》第三季於2017年4月10日首播，並於2017年6月19日完結。該季總共十集，於星期一晚上在美國AMC播出。作為《絕命毒師》的外傳，《絕命律師》由文斯·吉利根和彼得·古爾德共同開創，而兩人都曾參與《絕命毒師》的製作。
第三季緊隨發生在2002年末的第二季劇情，而當該季結束時的時間背景則是2003年。鮑勃·奧登科克重新飾演吉米·麥吉爾，與他同為律師的哥哥查克·麥吉爾（邁克爾·麥基恩 飾）認為吉米不適合當律師，並密謀令他被取消律師資格，而吉米的女朋友金·魏斯勒（蕾亚·塞洪 飾）則努力幫助吉米保留律師資格。喬納森·班克斯亦重新飾演麥克·艾曼翠岳，他在該季開始與葛斯·弗林（詹卡洛·埃斯波西托 飾）合作；而納丘·瓦加（迈克尔·曼多 飾）則密謀殺害他們的競爭對手赫克特·薩拉曼卡（馬克·馬古利斯 飾）。
該季備受評論家好評，更獲得第69屆黃金時段艾美獎的八項提名，其中包括最佳劇情類劇集。

## 演員與角色

### 主要角色
- 鮑勃·奧登科克 飾演 吉米·麥吉爾（Jimmy McGill）：一名律師，與哥哥查克發生爭鬥。他目前化名為吉恩·塔卡維奇（Gene Takavic）在奧馬哈經營一家肉桂卷專門店Cinnabon。
- 喬納森·班克斯 飾演 麥克·艾曼翠岳（Mike Ehrmantraut）：一名前費城警官，在薩拉曼卡家族威脅他的家人後與他們發生爭鬥。
- 蕾亚·塞洪 飾演 金·魏斯勒（英语：Kim Wexler）：一名律師，吉米的密友和情人，與他在共用的辦公室空間單獨執業。
- 帕特里克·法比安 飾演 霍華德·漢姆林（英语：Howard Hamlin）：查克在HHM律師行（Hamlin, Hamlin & McGill）的合夥人，吉米的競爭對手。
- 迈克尔·曼多 飾演 納丘·瓦加（Nacho Varga）：薩拉曼卡家族販毒集團的成員，他為謀殺赫克特而與麥克秘密合作。
- 邁克爾·麥基恩 飾演 查克·麥吉爾（英语：Chuck McGill）：吉米的哥哥和HHM律師行的合夥人，聲稱自己患有電磁波過敏症，因認為吉米不適合當律師而密謀令他被取消律師資格（英语：Disbarment）。
- 詹卡洛·埃斯波西托 飾演 葛斯·弗林（Gus Fring）：一名冰毒經銷商，經營快餐連鎖店“炸雞兄弟（英语：Los Pollos Hermanos）”來掩飾自己的毒梟身份。

### 常設角色
- 馬克·馬古利斯（英语：Mark Margolis） 飾演 赫克特·薩拉曼卡（英语：List of characters in the Breaking Bad franchise#Hector Salamanca）：屠庫的叔叔，薩拉曼卡家族販毒集團的首領。
- 傑瑞瑪·比蘇（英语：Jeremiah Bitsui） 飾演 維克多（Victor）：葛斯的副手，重新飾演他在《絕命毒師》中的角色。
- 凯瑞·康顿 飾演 史黛西·艾曼翠岳（英语：List of characters in the Breaking Bad franchise#Stacey Ehrmantraut）：麥克的寡婦兒媳，凱莉·艾曼翠岳（Kaylee Ehrmantraut）的母親。
- 蒂娜·帕克（英语：Tina Parker） 飾演 弗朗西斯卡·利迪（Francesca Liddy）：吉米的秘書，重新飾演她在《絕命毒師》中的角色。
- 奧馬爾·馬卡蒂（英语：Omar Maskati） 飾演 奧馬爾（Omar）：吉米在D&M律師行（Davis & Main）的助理。
- 文森特·富恩特（Vincent Fuentes） 飾演 阿圖羅（Arturo）：一名為赫克托工作的罪犯。
- 雷克斯·林恩 飾演 凱文·華特爾（英语：List of characters in the Breaking Bad franchise#Kevin Wachtell）：梅薩維德銀行（Mesa Verde Bank）的首席執行官，金的委託人。
- 卡拉·皮夫科（英语：Cara Pifko） 飾演 佩奇·諾維克（英语：List of characters in the Breaking Bad franchise#Paige Novick）：梅薩維德銀行的高級顧問，金的朋友。
- 安·庫薩克（英语：Ann Cusack） 飾演 蕾貝卡·博伊斯（英语：List of characters in the Breaking Bad franchise#Rebecca Bois）：查克的前妻。
- 塔瑪拉·圖尼（英语：Tamara Tunie） 飾演 安妮塔（Anita）：互助協會的成員。
- 曼努埃爾·烏里扎（Manuel Uriza） 飾演 希門尼斯·拉塞爾達（英语：List of characters in the Breaking Bad franchise#Ximenez Lecerda）：一名為赫克托工作的罪犯。
- 喬什·法登（英语：Josh Fadem） 飾演 攝製傢伙（Camera Guy）：一名幫助吉米拍攝不同影片的電影學生。
- 海莉·福爾摩斯（Hayley Holmes） 飾演 戲劇女孩（Drama Girl）：一名幫助吉米拍攝不同影片的電影學生。
- 朱利安·邦飛格里奧（Julian Bonfiglio） 飾演 收音傢伙（Sound Guy）：一名幫助吉米拍攝不同影片的電影學生。
- 布蘭登·K·漢普頓（Brandon K. Hampton） 飾演 厄内斯托（英语：List of characters in the Breaking Bad franchise#Ernesto）：查克的助手，在HHM律師行工作。
- 珍·埃弗隆（Jean Effron） 飾演 艾琳·蘭德里（Irene Landry）：一名老年人，因被鷸十字中心多徵收費用而成為吉米的法律委託人。
- 喬·德羅薩（英语：Joe DeRosa (comedian)） 飾演 卡爾德拉醫生（英语：List of characters in the Breaking Bad franchise#Dr. Caldera）：一名兽医，是麥克與黑社會之間的聯絡人。
- 胡安·卡洛斯·坎圖（Juan Carlos Cantu） 飾演 曼努埃爾·瓦加（英语：List of characters in the Breaking Bad franchise#Manuel Varga）：納丘的父親，是一家座椅面料店的老闆兼經理。

### 客串角色
- 麥斯希姆諾·阿爾奇尼加（英语：Max Arciniega） 飾演 多明戈·“瘋狂小八”·莫林納（Domingo "Krazy-8" Molina）：重新飾演他在《絕命毒師》中的角色。
- 雷·坎貝爾（Ray Campbell） 飾演 泰瑞斯（Tyrus）：重新飾演他在《絕命毒師》中的角色。
- 蘿拉·佛萊瑟 飾演 莉蒂亞·羅達特-奎爾（Lydia Rodarte-Quayle）：重新飾演她在《絕命毒師》中的角色。
- 拉沃·克勞福特（英语：Lavell Crawford） 飾演 修爾·巴賓納（英语：List of characters in the Breaking Bad franchise#Huell Babineaux）：重新飾演他在《絕命毒師》中的角色。
- 史蒂文·鮑爾（英语：Steven Bauer） 飾演 埃拉迪奧·文特（Don Eladio Vuente）：重新飾演他在《絕命毒師》中的角色。
- 金伯利·赫伯特·格雷戈里（英语：Kimberly Hébert Gregory） 飾演 凱拉·海伊（Kyra Hay）：一名地區副檢察官。
- 布伦丹·费尔 飾演 鮑爾（Bauer）：一名軍隊上尉。
- 約翰·蓋茨（英语：John Getz） 飾演 主席（Chairman）：一名律師，新墨西哥州律師公會（英语：State Bar of New Mexico）的成員。
- 梅爾·羅德里格斯 飾演 馬可·帕斯特納克（英语：List of characters in the Breaking Bad franchise#Marco Pasternak）：吉米來自伊利諾伊州西塞羅的朋友。
- 可莉·杜瓦 飾演 蘿拉·克魯茲醫生（Dr. Lara Cruz）：查克的醫生。
- 哈維爾·格拉傑達（Javier Grajeda） 飾演 胡安·博爾薩（Juan Bolsa）：包括薩拉曼卡家族和葛斯在內的華雷斯卡特爾販毒集團（Juárez drug cartel）的高級成員，重新飾演他在《絕命毒師》中的角色。
- 馬克·普羅克施（英语：Mark Proksch） 飾演 丹尼爾·“普萊斯”·沃馬爾德（英语：List of characters in the Breaking Bad franchise#Daniel Wormald）：一名小毒販，製藥公司的員工。
- 杰茜·恩尼斯（Jessie Ennis） 飾演 艾琳·布里爾（Erin Brill）：D&M律師行的一名律師。

## 集數
| 總集數 | 集數 （季） | 標題                 | 導演            | 編劇                     | 上線日期      | U.S.收視人數 （百萬） |
| ------ | ----------- | -------------------- | --------------- | ------------------------ | ------------- | --------------------- |
| 21     | 1           | 梅寶 Mabel           | 文斯·吉利根     | 文斯·吉利根、彼得·古爾德 | 2017年4月10日 | 1.81                  |
| 22     | 2           | 證人 Witness         | 文斯·吉利根     | 托馬斯·施瑙茲            | 2017年4月17日 | 1.46                  |
| 23     | 3           | 沈沒成本 Sunk Costs  | 約翰·希班       | 詹妮弗·哈奇森            | 2017年4月24日 | 1.52                  |
| 24     | 4           | 薩布羅席托 Sabrosito | 托馬斯·施瑙茲   | 喬納森·格拉策            | 2017年5月1日  | 1.56                  |
| 25     | 5           | 強詞奪理 Chicanery   | 丹尼爾·薩克海姆 | 戈登·史密斯              | 2017年5月8日  | 1.76                  |
| 26     | 6           | 雜牌軍 Off Brand     | 基思·戈登       | 安·切爾基斯（Ann Cherkis）          | 2017年5月15日 | 1.72                  |
| 27     | 7           | 開銷 Expenses        | 托馬斯·施瑙茲   | 托馬斯·施瑙茲            | 2017年5月22日 | 1.65                  |
| 28     | 8           | 滑跌 Slip            | 亞當·伯恩斯坦   | 希瑟·馬里恩（Heather Marion）          | 2017年6月5日  | 1.63                  |
| 29     | 9           | 跌倒 Fall            | 明基·斯皮羅（Minkie Spiro） | 戈登·史密斯              | 2017年6月12日 | 1.47                  |
| 30     | 10          | 提燈 Lantern         | 彼得·古爾德     | 詹妮弗·哈奇森            | 2017年6月19日 | 1.85                  |

## 製作

### 開發
2016年3月，AMC宣佈《絕命律師》續訂第三季總共10集，該季於2017年4月10日首播。
在編劇階段的初期，該劇的聯合開創者和聯合節目統籌文斯·吉利根因為需要專注於新節目而離開編劇團隊。另一位開創和開發該劇的彼得·古爾德成為唯一的節目統籌，這是自該劇開始製作以來就計劃好的過渡。

### 選角
在該季中有幾位《絕命毒師》的原班人馬回歸，其中最值得注意的是詹卡洛·埃斯波西托，他在第二集“證人”開始重新飾演葛斯·弗林。在與AMC的問答中，埃斯波西托對重返《絕命毒師》宇宙表示興奮，他說：
“我非常興奮且欣喜若狂。我非常喜歡這個大家庭。我喜歡《絕命毒師》所取得的成功，我也知道《絕命律師》與其有點不同，並在節目中擁有如此出色的天賦。鮑勃·奧登科克簡直太棒了。該劇顯然有機會講述葛斯的一些背景故事，以及他是如何掌權以及如何成為這樣的人物（在《絕命毒師》中），這是我一直想以一種非常微妙的方式探索的事情。”
他還將葛斯的《絕命律師》版本與《絕命毒師》版本區分開來，將他的角色描述為：
“多一點活力，少一點厭倦。《絕命律師》將我們帶到一個他的外表可能有點不同的時候。我希望他會多抱有一點希望，多一點活力，也許他不會確切地做出某些行為，因為他是一個我們以前從未見過的葛斯。”
所有主要演員都繼續主演該季；鮑勃·奧登科克飾演吉米·麥吉爾，喬納森·班克斯飾演麥克·艾曼翠岳，蕾亚·塞洪飾演金·魏斯勒，帕特里克·法比安飾演霍華德·漢姆林，迈克尔·曼多飾演納丘·瓦加以及邁克爾·麥基恩飾演查克·麥吉爾。這是該劇首季以詹卡洛·埃斯波西托作為主要演員。

### 拍攝
與其前作《絕命毒師》一樣，《絕命律師》以新墨西哥州阿爾伯克基為背景和拍攝。
在該季首播集的第一個場景中，薩爾（以化名吉恩·塔卡維奇（Gene Takavic）隱藏自己的真實身份）正在內布拉斯加州的Cinnabon工作。這個場景以奧馬哈為背景，但實際上是在新墨西哥州阿爾伯克基的卡頓伍德購物中心拍攝。

## 迴響

### 評價
| 第三季（2017年）：烂番茄追踪到的所有评论家的评论中，正面评论占比 |                                                              |
|                                                                  | 由于已知的技术原因，图表暂时不可用。带来不便，我们深表歉意。 |

該季與前兩季一樣廣受好評，尤其是麥基恩飾演查克時的演出，以及吉米·麥吉爾的角色發展。根据評論匯總网站爛番茄汇总的175篇评论文章，98%的评论家给予该作正面评价，使之獲得「認證新鮮」標識，平均打分为8.75分（满分10分）。该网站总结的评论家共识是“y”」第三季在Metacritic網站上得到「普遍讚譽」，獲得了87/100分（18位影評人）。
《IGN》的特里·施瓦茨（Terri Schwartz）給該季9.1/10分的評價，他稱讚吉米的角色發展並說：“《絕命律師》第三季比以前的任何時候都更出色。”《新聞日報》的凡爾納·蓋伊（Verne Gay）給該季評分為“A+”並寫道：“根據前兩集，《絕命律師》正在證明自己可能比《絕命毒師》更出色。”

### 收視率
| 序 | 標題       | 播出日期      | 收視率 （18–49歲） | 收視人数 （百萬） | DVR收視率 （18–49歲） | DVR收視人数 （百萬） | 總收視率 （18–49歲） | 總收視人数 （百萬） |
| -- | ---------- | ------------- | ------------------ | ----------------- | --------------------- | -------------------- | -------------------- | ------------------- |
| 1  | 梅寶       | 2017年4月10日 | 0.7                | 1.81              | 1.0                   | 2.25                 | 1.7                  | 4.06                |
| 2  | 證人       | 2017年4月17日 | 0.5                | 1.46              | 1.0                   | 2.30                 | 1.5                  | 3.76                |
| 3  | 沈沒成本   | 2017年4月24日 | 0.5                | 1.52              | 0.9                   | 1.95                 | 1.4                  | 3.471               |
| 4  | 薩布羅席托 | 2017年5月1日  | 0.6                | 1.56              | 不適用                | 不適用               | 不適用               | 不適用              |
| 5  | 強詞奪理   | 2017年5月8日  | 0.6                | 1.76              | 1.0                   | 2.41                 | 1.6                  | 4.16                |
| 6  | 雜牌軍     | 2017年5月15日 | 0.6                | 1.72              | 1.1                   | 2.47                 | 1.7                  | 4.19                |
| 7  | 開銷       | 2017年5月22日 | 0.7                | 1.65              | 1.0                   | 2.55                 | 1.7                  | 4.20                |
| 8  | 滑跌       | 2017年6月5日  | 0.5                | 1.63              | 1.1                   | 2.45                 | 1.6                  | 4.09                |
| 9  | 跌倒       | 2017年6月12日 | 0.5                | 1.47              | 1.1                   | 2.77                 | 1.6                  | 4.24                |
| 10 | 提燈       | 2017年6月19日 | 0.6                | 1.85              | 0.9                   | 2.34                 | 1.5                  | 4.19                |

^1  由於Live +7收視率不可用，因此使用Live +3收視率。

### 榮譽
| 典禮                         | 類別                                          | 入圍者                                                                                            | 結果 | 來源          |
| ---------------------------- | --------------------------------------------- | ------------------------------------------------------------------------------------------------- | ---- | ------------- |
| 第69屆黃金時段艾美獎         | 最佳劇情類劇集                                | 《絕命律師》                                                                                      | 提名 | [ 31 ] [ 32 ] |
| 第69屆黃金時段艾美獎         | 最佳劇情類劇集男主角                          | 鮑勃·奧登科克                                                                                     | 提名 | [ 31 ] [ 32 ] |
| 第69屆黃金時段艾美獎         | 最佳劇情類劇集男配角                          | 喬納森·班克斯                                                                                     | 提名 | [ 31 ] [ 32 ] |
| 第69屆黃金時段艾美獎         | 最佳劇情類劇集導演                            | 文斯·吉利根 ；憑“證人”一集                                                                        | 提名 | [ 31 ] [ 32 ] |
| 第69屆黃金時段艾美獎         | 最佳劇情類劇集編劇                            | 戈登·史密斯 ；憑“強詞奪理”一集                                                                    | 提名 | [ 31 ] [ 32 ] |
| 第69屆黃金時段創意藝術艾美獎 | 最佳音樂監督                                  | 托馬斯·戈盧比奇 ；憑“沈沒成本”一集                                                                | 提名 | [ 33 ]        |
| 第69屆黃金時段創意藝術艾美獎 | 最佳單攝像機劇情類劇集圖像剪輯                | 斯奇普·麥克唐納 ；憑“強詞奪理”一集                                                                | 提名 | [ 33 ]        |
| 第69屆黃金時段創意藝術艾美獎 | 最佳單攝像機劇情類劇集圖像剪輯                | 凱利·狄克遜（Kelley Dixon）、斯奇普·麥克唐納 ；憑“證人”一集                                                   | 提名 | [ 33 ]        |
| 第69屆黃金時段創意藝術艾美獎 | 最佳喜劇類或劇情類劇集混音（一小時）          | 菲利普·W·帕爾默（Phillip W. Palmer）、拉里·本傑明（Larry Benjamin）、凱文·瓦倫丁（Kevin Valentine） ；憑“證人”一集                              | 提名 | [ 33 ]        |
| 第75屆金球獎                 | 劇情類劇集最佳男主角                          | 鮑勃·奧登科克                                                                                     | 提名 | [ 34 ]        |
| 第24屆美國演員工會獎         | 最佳劇情類劇集男演員                          | 鮑勃·奧登科克                                                                                     | 提名 | [ 35 ]        |
| 第70屆美國編劇工會獎         | 電視：劇情類劇集                              | 《絕命律師》                                                                                      | 提名 | [ 36 ]        |
| 第70屆美國編劇工會獎         | 電視：分集劇情類                              | 戈登·史密斯 ；憑“強詞奪理”一集                                                                    | 獲獎 | [ 36 ]        |
| 第70屆美國編劇工會獎         | 電視：分集劇情類                              | 希瑟·馬里恩（Heather Marion） ；憑“滑跌”一集                                                                    | 提名 | [ 36 ]        |
| 第22屆衛星獎                 | 最佳男配角——劇集、迷你劇或電視電影            | 邁克爾·麥基恩                                                                                     | 獲獎 | [ 37 ]        |
| 第54屆影音協會獎             | 最佳電視劇集音效混合成就獎——一小時 （英語：Outstanding Achievement in Sound Mixing for Television Series – One Hour） | 菲利普·W·帕爾默、拉里·本傑明、凱文·瓦倫丁、馬特·霍夫蘭（Matt Hovland）、大衛·邁克爾·托雷斯（David Michael Torres） ；憑“提燈”一集 | 提名 | [ 38 ]        |
| 第44屆土星獎                 | 最佳動作／驚悚電視劇集                        | 《絕命律師》                                                                                      | 獲獎 | [ 39 ]        |
| 第44屆土星獎                 | 最佳電視男配角                                | 邁克爾·麥基恩                                                                                     | 獲獎 | [ 39 ]        |
| 第44屆土星獎                 | 最佳電視女配角                                | 蕾亚·塞洪                                                                                         | 獲獎 | [ 39 ]        |

## 重要情節

### 查克的故事情節

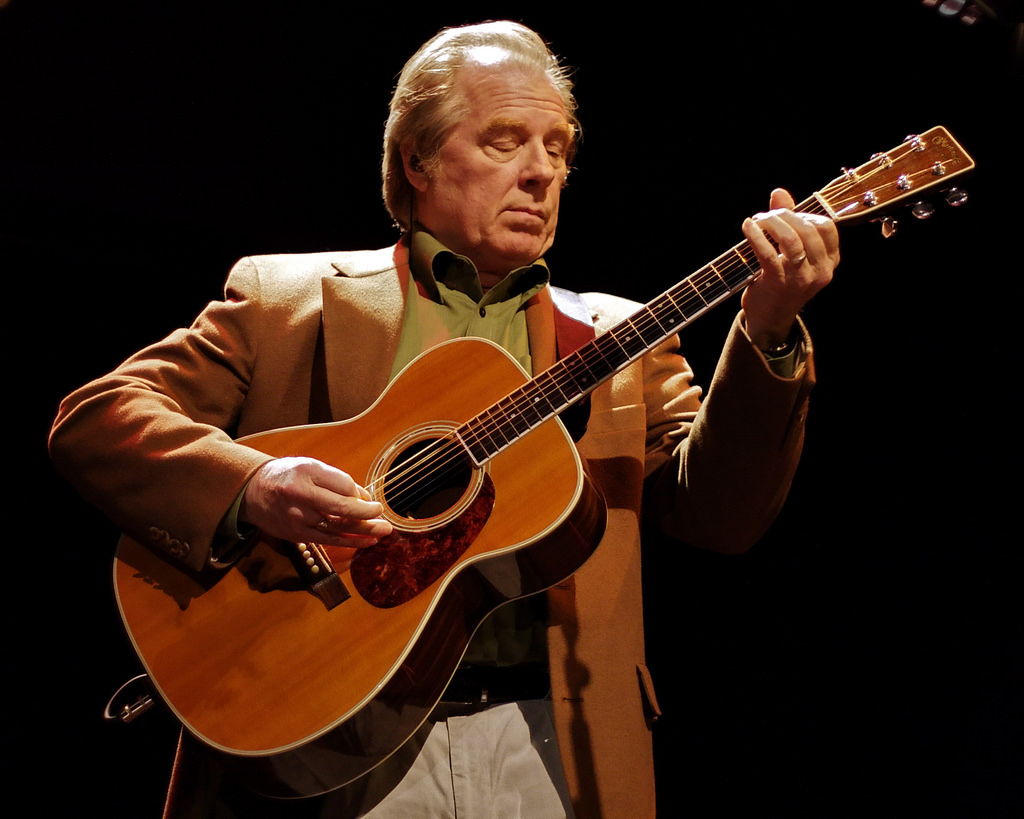
邁克爾·麥基恩飾演查克·麥吉爾。麥基恩在整個第三季的演出獲得一致好評。

吉米試圖在季終集“提燈”中與查克和好，但查克冷淡地與吉米斷絕關係並告訴吉米：“你對我來說從來沒有那麼重要”。在查克趕吉米走後，他的電磁波過敏症（EHS）症狀再次出現，他開始停用家裡的所有電子設備，甚至拆開牆壁來拆除電線。他最終崩潰並撞倒一個煤氣燈，點燃了整個房子，不少人不斷猜測起火後查克的結局是什麼。節目統籌彼得·古爾德說：“我不想解釋螢幕沒有展示的任何東西”。飾演查克的邁克爾·麥基恩在《禿鷲博客》的訪問中提到：“我之前接到彼得（古爾德）和文斯（吉利根）打來的電話，我說：‘如果你們打來是告訴我查克將會死的話，我會停車。’我隨後真的停車了。我把車停在書店的停車場再打電話給他們，他們告訴我他們的計劃。”當被問及他的角色是否已經死去時，麥基恩說：“我死了。我知道他們想在下一季讓我出現在一些閃回片段中，但這是題外話了。”正如第四季首播集中所揭示的一樣，霍華德通知吉米和金火災的消息，他們趕到現場並看到查克的屍體被帶走。

## 家庭媒體
該季於2018年1月16日以藍光光碟和DVD（1區）形式發行。該發行套裝包括所有10集，以及每集的評論音軌和一些幕後花絮。

## 國際廣播
該季於美國以外的某些國際市場在Netflix上發佈，劇集在AMC播出後的第二天即可觀看。

## 相關媒體

### 《閒話律師》
《閒話律師》是由克里斯·哈德維克主持的實況脫口秀，嘉賓們會在節目中討論《絕命律師》的劇集。該季討論了《絕命律師》第三季的首播和結局劇集。

### 《炸雞兄弟員工培訓》
AMC於第三季播出期間在YouTube和社交媒體帳戶上發佈名為《炸雞兄弟員工培訓》（英語：Los Pollos Hermanos Employee Training）的一系列十條短片，短片結合埃斯波西托飾演葛斯的真人鏡頭和動畫片段，內容為葛斯對“炸雞兄弟”員工提供的培訓，例如應對麻煩客人的方法等。該系列在2017年贏得黃金時段艾美獎最佳喜劇類或劇情類劇集短片。

### 《禁止野餐》
2017年6月19日，《絕命律師》播出季終集的晚上，觀眾可以觀看長約三分鐘的短片《禁止野餐》（英語：No Picnic），短片裡有自第一季以來未再出現的凱特曼夫婦。短片由《絕命律師》的副製片人詹恩·卡羅爾（Jenn Carroll）執導，並由該劇的編劇助理阿里爾·萊文（Ariel Levine）編劇，短片講述凱特曼一家在家長克雷格（Craig）附近野餐，克雷格正與其他囚犯一起撿拾路邊垃圾作為監獄服刑的一部分。該短片可於2017年6月12日解鎖，但直到一個星期後才能觀看。

## 外部連結
- 《絕命律師》– 官方網站
- 在Netflix上觀看《絕命律師》
- 互联网电影数据库（IMDb）上《絕命律師》的资料（英文）
- 爛番茄上《絕命律師第三季》的資料（英文）
- Metacritic上《《絕命律師》第三季》的資料